# Мариан Роек
Ма̀риан Ро̀ек (на полски: Marian Rojek) е полски римокатолически духовник, доктор по богословие, ректор на Висшата духовна семинария в Пшемишъл (2001 – 2005), викарен епископ на Пшемишълската архиепархия и титулярен епископ на Тиседи (2006 – 2012), епископ на Замойско-Любачовската епархия от 2012 година.

## Биография
Мариан Роек е роден на 9 април 1955 година в Жешов. След завършване на средното си образование през 1974 година постъпва в Пшемишълската висша духовна семинария. Ръкоположен е за свещеник на 7 юни 1981 година в Пшемишълската катедрала от Игнаци Токарчук, пшемишълски епископ. Служи една година като викарий в енорията на Бжозов. През 1982 година започва специализация в Папския Григориански университет в Рим, която приключва през 1987 година със защита на докторска дисертация по догматично богословие на тема: „L'Eucaristia fa la Chiesa: la relazione tra la Chiesa e ľ Eucaristia nel contesto dottrinale delľ enciclica „Mysterium Fidei“ di Paolo VI“. От септември 1987 година преподава догматочно богословие в Пшемишълската семинария, а в периода 2001 – 2005 година е неин ректор.
На 21 декември 2005 година е номиниран от папа Бенедикт XVI за викарен епископ на Пшемишулската архиепархия и титулярен епископ на Тиседи. Приема епископско посвещение (хиротония) на 2 февруари 2006 година в Пшемишълската катедрала от ръката на арх. Юзеф Михалик, пшемишълски митрополит, в съслужие с Кажимеж Гурни, жешовски епископ и Ян Озга, епоскоп на Думе-Абунг Мбанг в Камерун. На 30 юни 2012 година папата го номинира за замойско-любачовски епископ. Влиза в Пшемишълската катедрала като епископ на 11 август.